# The Golden Sun of the Great East
The Golden Sun of the Great East – ósmy album studyjny brytyjskiego zespołu Juno Reactor, wydany 23 kwietnia 2013 roku przez Metropolis Records. Utwory na albumie, podobnie jak w poprzednich wydaniach zespołu, należą do nurtu muzyki łączącej gatunki goa trance, industrial i tribal. The Golden Sun of the Great East jest kolaboracją Bena Watkinsa z m.in. japońskim muzykiem Sugizo, który wziął udział w nagraniach jako gitarzysta i skrzypek. Singlem promującym album został utwór "Final Frontier".

## Lista utworów
1. "Final Frontier" - 10:02
2. "Invisible" - 8:45
3. "Guillotine" - 6:57
4. "Trans Siberian" - 7:52
5. "Shine" - 5:26
6. "Tempest" - 7:55
7. "Zombie" - 6:41
8. "To Byculla" - 4:58
9. "Playing with Fire" - 6:38